# Angelarctocyon
Angelarctocyon is een geslacht van uitgestorven roofdieren uit de familie van de beerhonden (Amphicyonidae). Dit dier leefde tijdens het Laat-Eoceen in Noord-Amerika. De typesoort is Angelarctocyon australis (synoniem Miacis australis)

## Naamgeving
Angelarctocyon werd aanvankelijk beschreven als Miacis australis. Inmiddels zijn diverse voormalige Miacis-soorten hernoemd tot afzonderlijke geslachten. Hetzelfde gebeurde in 2016 bij herevaluatie van het fossiele materiaal van Miacis australis.

## Fossiele vondsten
Fossielen van Angelarctocyon zijn gevonden in Chambers Tuffs in Texas en de Galisteo-formatie in New Mexico en dateren uit het Vroeg-Duchesnean, ongeveer 38 miljoen jaar geleden. In Chambers Tuffs zijn ook resten van de verwante Gustafsonia gevonden die iets later tijdens het Chadronian leefde. Het fossiel uit de Galisteo-formatie werd aanvankelijk beschouwd als behorend tot Uintacyon.

## Kenmerken
Angelarctocyon was een van de kleinste en vroegste beerhonden.